# Ron McClure
Ron McClure (* 22. listopadu 1941, New Haven, Connecticut) je americký kontrabasista, hrající hard bop, jazz-rock a bebop. Spolupracoval s hudebníky jako Blood, Sweat & Tears, Wes Montgomery, Keith Jarrett, Jack DeJohnette a další.